# Клара Ханес
Клара Ханес Надал, рођена у Барселони 6. новембра 1940. године,  шпанска је списатељица неколико књижевних жанрова. Препозната је као песникиња и истакнута као преводилац различитих средњоевропских и источних језика. Од 2015. године заузимала је место у Шпанској краљевској академији, постајући десета жена изабрана за њеног члана.

## Биографија
Клара Ханес рођена је у Барселони 6. новембра 1940. Кћи Естер Надал и познатог уредника и песника Јосепа Ханеса (1913—1959). Одрасла је у Педралбесу, на периферији Барселоне. Љубав према књижевности, посебно поезији, започела је у раном детињству након читања неколико стихова Свете Терезе од Исуса.
1957. године започела је студије филозофије на Универзитету у Барселони, где је професор Хосе Мануел Блекуа предавао књижевност Сан Хуан де ла Круза и Франциска де Куеведа међу осталим песницима традиционалне књижевности. То је био основни утицај њеног интересовања за традиционалну поезију. Након смрти оца 1960. године преселила се у Памплону, где је завршила универзитетске студије. Клара Ханес је студирала и на Универзитету у Паризу, где је проучавала Maîtrise у упоредној књижевности. У 23. години аутор Герардо Дијего, који је био мајчин пријатељ, прочитао је једну од њених песама. Аутор јој је такође омогућио да објави своју прву књигу Las estrellas vencidas 1964. године. Исте године одлучила је да се пресели у Мадрид, где и сада борави. Клара Ханес признаје да се њен свет променио када је прочитала Ноћ са Хамлетом, чешког аутора Владимира Холана. Аутор је касније пристао да се сретне са њом у Прагу, где она одлучује да научи чешки језик и почиње да га преводи. Од 1983. године Клара Ханес учествује у националним и међународним књижевним догађајима. Њена поезија је преведена на двадесет језика. Уређује збирку Collection Poesía del Oriente y del Mediterráneo, у којој је објавила дела песника као што су Јунус Емре, Сораб Сепери, Адонис, Халас, Владимир Холан, Незвал, Ортен, Јарослав Сајферт, Руми, Одисеас Елитис, Антонио Рамос Роса, Ванг Веј, Ду Фу, Јоханес Бобровски, Хафез из Шираза, Сапфо, Рилке. . . Од 7. маја 2015. године заузима седиште „У“ у Краљевској шпанској академији, које је остало упражњено након смрти Едуарда Гарсије де Ентерије (16. септембра 2013).

## Књижевност
Клара Ханес доприноси књижевним пољима поезије, романа, биографије и есеја. Поред тога, истиче се као преводилац, посебно чешког језика и поезије Владимира Холана и Јарослава Сајферта. Такође је превела на шпански језик дела Маргерите Дурас, Натали Сарот, Катерине Менсфиелд и Вилијама Голдинга, а у сарадњи са људима турског и перзијског порекла превела је и модерне и античке митове.Књига Кампа (1989) сврстава Клару Ханес међу велике песнике који су се бавили питањем књижевне аутономије, љубави (Роса Часел, 1989). 
Компликовано је класификовати Клару Ханес у одређени књижевни покрет с краја двадесетог века. Неколико критичара тврди да би део њеног дела могао да буде обухваћен књижевним покретом „новисимос“, мада она није његов део. (Sharon Kafee Ugalde, 2012). Песникиња у свом раду користи свој стил и језик. Клара Ханес се сматра посредницом између источног и западног света (Дебра Фазер-МакМахон, 2010). „Намера песника да сруши баријере између источне и западне културе огледа се у историјском контексту исламског присуства у Шпанији и садашњег доласка муслиманских имиграната у Шпанију и друге земље Европске уније“ (Sharon Kafee Ugalde, 2012). 
Део њеног опуса преведен је на више од двадесет различитих језика и представљен је у следећим свескама: Las estrellas vencidas (1964), Límite humano (1974), En busca de Cordelia and Poemas rumanos (1975), Antología personal (1979), Libro de alienaciones (1980), Eros (1981), Kampa (1986), Fósiles (1987), Rosas de fuego and Divan of the Opal of Fire (1996), La indetenible quietud (1998), El libro de los pájaros (1999) и Paralajes (2002).

### Фазе у њеној литератури
Прва фаза њене књижевне каријере започиње књигом Las estrellas vencidas. Следе Límite humano (1974), En busca de Cordelia and poemas romanos (1975), Antología personal 1959-1979 (1979) и Libro de alienaciones (1980) У овом периоду Клара Ханес представља се као традиционална женска фигура у потрази за пореклом женствености. Штавише, она такође укључује егзистенцијалне елементе као што су анксиозност, незадовољство, депресија, усамљеност, као и везе и њихове потешкоће. У потрази за одговорима на своја питања о животу, песникиња песничком збирком Vivir (1983) дефинише прелаз између прве и друге фазе своје каријере. Песме пронађене у овој збирци баве се ведрином духа. Књигом Eros (1981) започиње њен други књижевни стадијум. Овај период карактеришу феминизам, сензуалност, еротика и љубав. Целокупна тема љубави достиже врхунац у једној од следећих песничких књига, Creciente fértil (1989).

## Признања
Односе се на преводилачки рад:
- (1992) Награда фондације Тутав, Турска, за ширење турске поезије у Шпанији
- (1997) Национална награда за превод за целокупно дело.
- (2000) Медаља за заслуге Прве категорије, Чешке, за њен рад као преводиоца и преносиоца литературе земље
- (2007) 10. Национална награда за књижевност „Teresa de Ávila“

Њена поезија је такође добитник главних награда:
- (1983) Награда града Барселоне за Vivir
- (1998) Награда града Мелиље за Arcángel de sombra
- (2002) Награда за поезију Gil de Biedma for Los secretos del bosque